# Dobrá manželka (seriál)
Dobrá manželka (v anglickém originále The Good Wife) je americký dramatický televizní seriál, jehož autory jsou Robert a Michelle Kingovi. Premiérově byl vysílán na stanici CBS v letech 2009–2016. Celkem vzniklo 156 dílů rozdělených do sedmi řad. Hlavní postavou je Alicia Florricková (Julianna Margulies), manželka bývalého státního prokurátora, která se po jeho sexuálním a korupčním skandálu vrací k práci v právnické firmě. V roce 2017 vznikl spin-off s názvem The Good Fight.

## Příběh
Peter Florrick, prokurátor v okrese Cook ve státě Illinois, kvůli korupčnímu a sexuálnímu skandálu rezignuje na svoji pozici a skončí ve vězení. Jeho manželka Alicia strávila předchozích třináct let v domácnosti, jenže nyní musí zajistit pro svoji rodinu živobytí a zároveň chránit svoje dvě děti, Zacha a Grace. Díky svému dávnému příteli ze školy se tak vrátí k právnické práci v prestižní chicagské advokátní kanceláři.

## Obsazení
- Julianna Margulies (český dabing: Dana Černá [Hallmark/Universal, 1.–5. řada], Adéla Kubačáková [Hallmark/Universal, 6.–7. řada], Simona Postlerová [Prima]) jako Alicia Florricková
- Matt Czuchry (český dabing: Petr Burian [Hallmark/Universal], Martin Písařík [Prima, 1.–?. řada], Libor Bouček [Prima, ?.–7. řada]) jako Cary Agos
- Archie Panjabi (český dabing: Kateřina Peřinová [Hallmark/Universal], Tereza Bebarová [Prima, 1.–?. řada], Kristina Jelínková [Prima, ?.–7. řada]) jako Kalinda Sharma (1.–6. řada)
- Graham Phillips (český dabing: ?) jako Zach Florrick
- Makenzie Vega (český dabing: ?) jako Grace Florricková
- Josh Charles (český dabing: Bohdan Tůma [Hallmark/Universal], Martin Stránský [Prima, 1.–5. řada], ? [Prima, 6.–7. řada]) jako Will Gardner (1.–5. řada, v 6. a 7. řadě jako host)
- Christine Baranski (český dabing: Zuzana Skalická [Hallmark/Universal, 1.–5. řada], Radana Herrmannová [Hallmark/Universal, 6.–7. řada], Valérie Zawadská [Prima, 1.–?. řada], Zuzana Slavíková [Prima, ?.–7. řada]) jako Diane Lockhartová
- Alan Cumming (český dabing: Ladislav Cigánek [Hallmark/Universal], Jan Vondráček [Prima, 1.–?. řada], Ladislav Cigánek [Prima, ?.–7. řada]) jako Eli Gold (2.–7. řada, v 1. řadě jako host)
- Zach Grenier (český dabing: Jiří Prager a Tomáš Juřička [Hallmark/Universal], Bohdan Tůma [Prima]) jako David Lee (5.–7. řada, v 1.–4. řadě jako host)
- Matthew Goode (český dabing: ?) jako Finn Polmar (5.–6. řada)
- Cush Jumbo (český dabing: ?) jako Lucca Quinnová (7. řada)
- Jeffrey Dean Morgan (český dabing: ?) jako Jason Crouse (7. řada)